# ネイキッドニュース
ネイキッドニュース（Naked News）は、カナダのネイキッド・ブロードキャスティング・ネットワーク(Naked Broadcasting Network)が所有する報道・娯楽系のビデオ・オン・デマンド方式インターネットテレビ番組である。通信社が発信したニュースを全裸姿の女性キャスターが伝えるのが特徴である。番組の制作スタジオはトロントにある。1回約20分のデイリーニュースが週6回配信される。女性キャストメンバーは、エンターテインメント、スポーツ、映画、グルメ、セックス、人間関係などのさまざまなコーナーを紹介する際に、全裸でニュースを読むか、脱衣する。「Naked News TV!」はウェブ番組から派生したもので、世界各国の有料テレビで放送されている。
この番組は定期的に出演する女性、またはゲストレポーターとして出演する女性を世界中から募集しており、彼女たちのオーディションも番組に含まれている。トップレスの女性レポーターが街頭に出て一般の人々にさまざまな話題について質問する「Naked in the Streets」のコーナーもある。

## 概要
- 1999年12月、カナダのトロントにて、フェルナンド・ペレイラ（Fernando Pereira）とカービー・スタシナ（Kirby Stasyna）の両者により始動したニュースのインターネットテレビ番組[8]。
- 開局以来、女性キャスターがニュースを読みながら衣服を脱ぎ最終的には全裸になる番組内容である。
- 出演キャスターは、現地トロントのフリーペーパーなどの独立系メディアで掲載される募集広告（classified ads in alternative newspapers in Toronto）に応募してきた女性から人選される関係上、トロント近郊在住者が出演している[9]。
- 番組内にて、時折公衆の路上においてトップレスになりインタビューする場面があるが、これは取材地の法規により女性が公共の場で上半身裸になる権利が確立されているからである[10][11]。
- 女性キャスターは、naked NEWS以外にもゲストのニュースアンカーとして、またエンターティメントと様々なメディアへの出演が多く、naked NEWSの収入の一助となっている[9]。
- 一時は日本版をはじめイギリス・スペイン・韓国と各国版があったが、現在はトロントからの配信分のみ。日本版もトロントから配信されたものを再送信している。
- 一説には1990年代後半イギリスのケーブルテレビ放送"L!VE TV"[12]にて放映された金融ニュース「Tiffany's Big City」がヒントになっているといわれている。番組内容は、出演者（Tiffany Banister）が金融ニュースを読みながら下着になるという番組内容であった[9]。
- あまりの人気から、模倣やパロディも多い。近年では2014年6月から始まったベネズエラのインターネットニュースサイト[13]等がある[9]。2008年

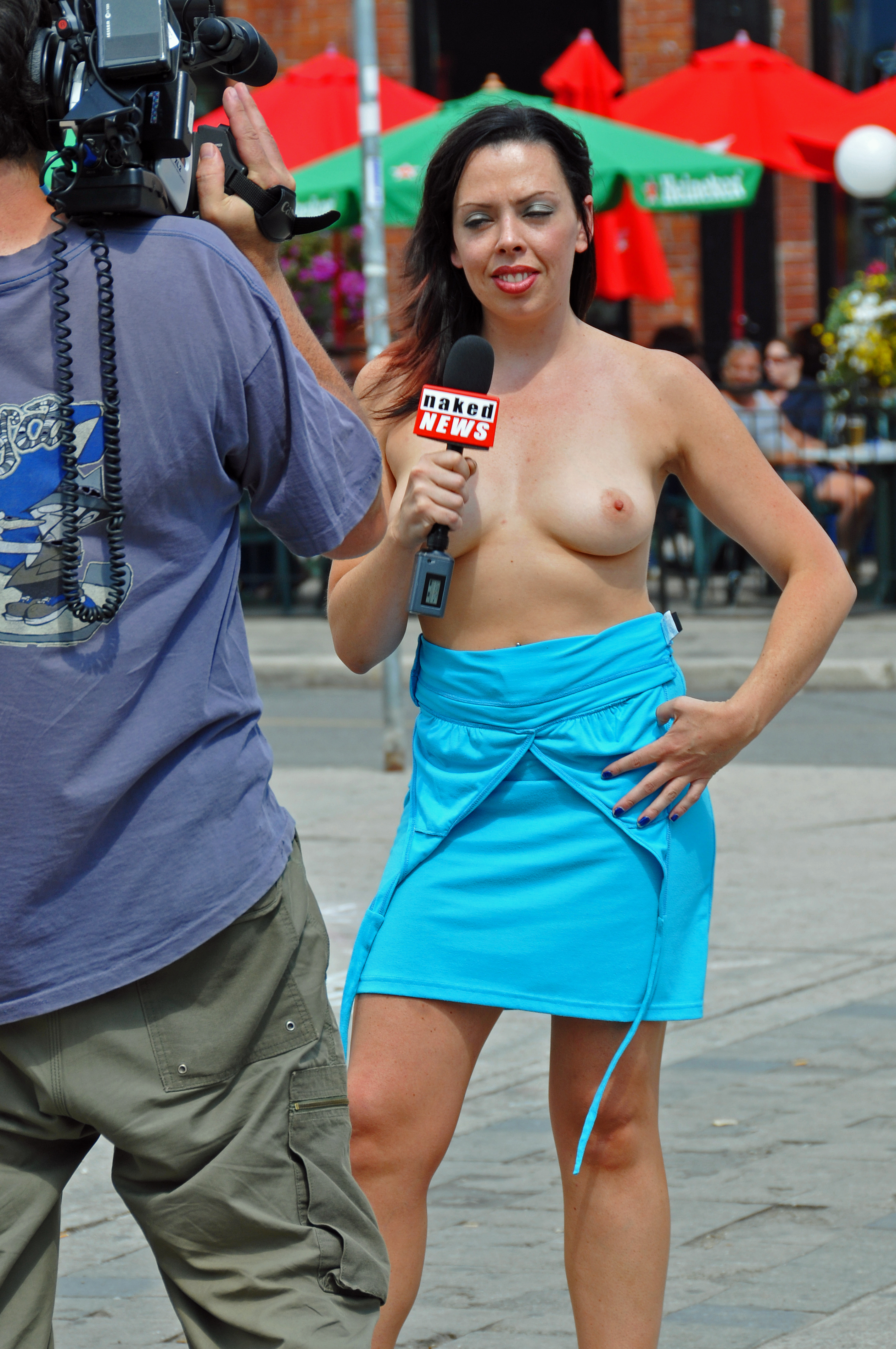
2008年

- 本番組の男性版が2001年から2007年まで放送された。女性版と並行して制作されたが、女性版ほどの人気と名声を享受できなかったため制作は中止された。当初は女性視聴者を対象としていたが（一時はウェブサイトの視聴者の30％と言われていた）、男性版は後にゲイ（同性愛者）の視点からのニュースとして宣伝した[14]。

## 日本語版
ネイキッドニュースは、2006年に番組の日本版を開始した。日本の放送規制では司会者が全裸になることは禁止されており、下着姿でしか認められなかった。2007年、日本政府は放送ガイドラインを変更し、番組が手話で配信されるセクションに対する補助金を受けられないようにした。
- 日本では株式会社サンライズ[18]が、トロントのeGalaxy Multimedia Inc.よりnakedNEWSのライセンスを受け[19] 2006年1月トロントのキャスターが、ニュースを読みながら着衣から下着姿部分になるまでを日本語字幕で動画による携帯コンテンツとして配信開始[20]。同年5月には、有限会社ゼノン[21]によりPC版のnakedNEWS日本サイトが開設され[22]、翌月ポッドキャスト配信を開始した[23]。
- 日本人キャスターについては、サイトオープン時より広く募集[22]。公開オーディションを行う[20][24]など、一時は積極的な動きがあったが2008年6月までに日本人キャスターでの配信は休止中[25]となっている。
- 日本人キャスターでの配信休止後はトロント版での配信を続けていたが、2016年9月18日、nakedNEWS日本語版サイトにてサービス終了が発表された[26]。